# Jean-Marc Alliot
Pour les articles homonymes, voir Alliot.
Jean-Marc Alliot, né le 6 avril 1962 à Toulouse, est un ingénieur, haut fonctionnaire et chercheur français.

## Biographie
Jean-Marc Alliot passe son baccalauréat au lycée Descartes de Rabat (Maroc) en 1980, puis rentre en classes préparatoires scientifiques au lycée Sainte-Geneviève à Versailles d'où il intègre l'École polytechnique (promotion X1983). Il choisit en sortie d'école le corps de l'aviation civile (assimilé depuis dans le corps des ponts, des eaux et des forêts) et intègre l'École nationale de l'aviation civile (ENAC) en tant qu'école d'application dont il sort diplômé en 1988. Il partage ensuite sa carrière entre une activité universitaire à proprement parler et la Direction générale de l'aviation civile (DGAC), et en particulier le CENA dont il a été le dernier chef.
Il travaille en début de carrière, de 1988 à 1993, sur le projet ERATO, mis en service en 2016 sous le nom d'ERATO Environnement Électronique ; il est ensuite directeur de la recherche à l'ENAC de 1993 à 1997, où il réforme une partie des cursus et crée la spécialité ingénieur ENAC système (IENAC/S). En 1997, il crée le laboratoire d'optimisation globale, une structure commune au CENA et à l'ENAC, qui travaille sur des problèmes de simulation arithmétique de trafic (CATS), de prévision de trajectoire, de sectorisation, de résolution autonome de conflits, de résolution centralisée,,,. 
Ces travaux de recherche permettent de développer des outils qui sont repris dans le cadre de plusieurs projets nationaux et internationaux, dont le projet SESAR dans le cadre du développement du nouveau système de contrôle européen. Il a publié environ quatre-vingt articles scientifiques ou notes techniques sur ces sujets. L'ensemble de ses travaux se retrouvent pour partie dans le livre qu'il a publié avec une partie de son équipe en 2016. Il quitte la direction du LOG en 2007, pour devenir chef adjoint puis chef du département Recherche et Développement de la DSNA. Il quitte la DSNA en 2011, lors de la fermeture du département R&D.
Sur le plan universitaire, il effectue d'abord un doctorat en intelligence artificielle de 1988 à 1992 à l'université Paul Sabatier sous la direction de Luis Farinas Del Cerro dans le domaine de la programmation logique parallèle, appliquée aux logiques non classiques (langage de programmation MOLOG) ; il a l'occasion de faire un séjour au laboratoire national d'Argonne dans l'équipe de Ross Overbeek, où il peut utiliser une des premières machines SIMD dédiées à l'IA, la Connection Machine. Il assiste également à cette occasion à un exposé de David Goldberg, alors à l'université de l'Illinois à Urbana Champaign, qui lui fait découvrir les algorithmes génétiques. Il publie en 1993 son premier livre, Intelligence artificielle et Informatique théorique avec Thomas Schiex, le premier ouvrage grand public à présenter en France les algorithmes génétiques et les réseaux de neurones. Ce livre réédité en 2002 dans une version étendue avec les collaborations de Pascal Brisset et Fredéric Garcia, est toujours vendu, et est encore utilisé aujourd'hui dans de nombreux cours de licence, de master et d'écoles d'ingénieurs,,,,,,,,,,,,,, ainsi qu'un ouvrage de référence régulièrement cité,,,,.
En 1993, il fait un séjour au Centre de mathématiques appliquées de l'École polytechnique où il travaille avec Marc Schoenauer, et co-organise en 1994 la première conférence Évolution artificielle, consacrée aux techniques qui simulent l'évolution naturelle, puis la première conférence Artificial Evolution en 1995. Il soutient son habilitation à diriger les recherches à l'INPT en 1996 sur les techniques d'optimisation stochastiques, avec comme rapporteurs David Goldberg et Amedeo Odoni. Il travaille avec son équipe sur différentes techniques d'optimisation pendant plus de vingt ans, développant en particulier des techniques d'optimisation hybride,  combinant algorithmes évolutionnaires et arithmétique d'intervalles qui leur permettent de battre plusieurs records, et en particulier d'établir la première preuve d'optimalité pour le problème de minimisation du potentiel de Lennard-Jones à cinq atomes. Ces travaux amènent un de ses étudiants à obtenir le prix Paul Sabatier de la meilleure thèse Mathématiques-Informatique attribué par l'académie des sciences de Toulouse. Il collabore à plusieurs ouvrages scientifiques sur les métaheuristiques,.
Il travaille également dans le domaine de la programmation des jeux, en particulier de Reversi et des échecs. Il développe un programme de Reversi, Otage, dont l'apprentissage des coefficients de la fonction d'évaluation est fait par algorithmes évolutionnaires. Mais c'est surtout son travail sur l'évaluation des joueurs d'échecs qui attire l'attention de la presse scientifique, nationale,,,, internationale,,,,, et est repris sur de très nombreux sites internet,,,,. Il a également publié une analyse du jeu Le Compte est bon, qui présente les principaux algorithmes de résolution, évalue la complexité du jeu et propose une piste pour le rendre plus intéressant de façon simple.
Ses derniers travaux de recherche s'orientent vers la bio-informatique,. Il est actuellement chef du département Calcul intensif, simulation, optimisation de l'IRIT et directeur adjoint du LabEx CIMI.
Le 15 mai 2018, il a publié avec 22 autres scientifiques une tribune dans Le Monde, qui s'inquiète de la place croissante de l'enseignement du management dans les grandes écoles au détriment des disciplines scientifiques. 

## Ouvrages
1. 1 2  
(en) Nicolas Durand, David Gianazza, Jean-Baptiste Gotteland et Jean-Marc Alliot, Metaheuristics for Air Traffic Management, John Wiley & Sons, coll. « Computer Engineering Series / Métaheuristics set » (no 2), 2016, 214 p. (ISBN 978-1-84821-810-9, lire en ligne) .
2. ↑  
Jean-Marc Alliot et Thomas Schiex, Intelligence Artificielle et Informatique Théorique, Toulouse, Cepaduès, 1993, 520 p. (ISBN 2-85428-324-4).
3. ↑  
Jean-Marc Alliot, Thomas Schiex, Pascal Brisset et Frédérick Garcia, Intelligence Artificielle et Informatique Théorique, 2ème édition, Toulouse, Cepaduès, 2002, 543 p. (ISBN 2-85428-578-6).
4. ↑  
Jean-Marc Alliot, Evelyne Lutton, Edmund Ronald et Marc Schoenauer, Evolution Artificielle 94 : 20-23 septembre 1994, ENAC, Toulouse, Toulouse, Cepaduès, 1995, 238 p. (ISBN 2-85428-411-9).
5. ↑  
(en) Jean-Marc Alliot, Evelyne Lutton, Edmund Ronald et Marc Schoenauer, Artificial Evolution 95, Springer Verlag, coll. « Lecture Notes in Computer Science » (no 1063), 1996 (ISBN 3-540-61108-8).
6. ↑  
Patrick Siarry, Jean-Marc Alliot, Sébastien Aupetit, Sana Ben Hamida et Ilhem Boussaïd, Métaheuristiques, Paris, Eyrolles, coll. « Algorithmes », 2014, 515 p. (ISBN 978-2-212-13929-7, lire en ligne).